# Graffiti (GACKTの曲)
『Graffiti』（グラフィティ）は、2011年11月30日にGACKTが発表した楽曲、および同曲を収録したシングル。通算40枚目のシングルである。発売元はavex entertainment。

## 解説
前作『Episode.0』から約4か月でのリリースであり、2011年2作目のシングル。
CD+DVD盤、通常盤の2種リリースであり、CD+DVDには表題曲「Graffiti」のPVが収録されたDVDが同梱されている。
GACKTの楽曲がテレビアニメの主題歌に起用されるのは初。また、アニメーション作品全体では25枚目のシングル『Love Letter』から15作ぶり。

### 主な記録
2011年12月12日付のオリコン週間シングルチャートで10位を獲得。初動売上は1.6万枚であり、前作から1.3万枚減少した。なお、デビュー曲から週間チャートへの連続TOP10入りは通算40作目であり、ソロアーティストでは1位の記録である。
オリコンデイリーチャートでは、11月29日付で9位、11月30日、12月1日付で10位、12月2日付で11位、12月3日付で16位、12月4日付で19位、12月5日付で16位を獲得し、7日連続でデイリーチャートTOP20入りを果たした。
2011年12月12日付のBillboard JAPAN HOT 100で20位、Billboard JAPAN Hot Singles Salesで10位、Billboard Hot Animationで3位を獲得した。また、2011年12月3日付のFRIDAY SUPER COUNTDOWN 50では36位、2011年11月28日から12月4日調査分のサウンドスキャンの週間シングルCDソフトTOP20では14位、2011年12月10日放送分のCOUNT DOWN TV内のThis Week's TOP 100では10位、2011年12月7日から12月13日付のRIAJ有料音楽配信チャートでは38位、2011年12月度のレコチョクアニメ/ゲーム・うた着うたフルTOP100で41位を獲得した。

## 収録曲

### CD
（全作詞：Shoko Fujibayashi、作曲・編曲：Ryo、Guitar：AYANO）
1. Graffiti [3:42]
テレビ東京系アニメ『SKET DANCE』オープニングテーマ[6]。
自身の「今しか楽しめない若者へのアンチテーゼ」という想いが込められており[7]、「大人の自由に必要なもの」が楽曲テーマである[8]。レコーディングでは、楽曲テーマに合った歌を表現する事が上手くいかず苦労したと語っている[8][9]。
PVは深夜の渋谷でノーカット撮影されたドキュメンタリー風の臨場感溢れる映像になっている[10]。また、2007年に放送された大河ドラマ『風林火山』で上杉謙信を演じた際に愛馬として共演した「白馬」が登場しており渋谷の街を白馬で駆け抜けるシーンがあり[7][11][12]、そのシーンは楽曲に込めた想いを象徴するシーンになっている[13]。なお、同PVは2011年11月4日にテレビアニメ『SKET DANCE』のオフィシャルサイト内で公開された[11][12]。
ギターをフィーチャーした疾走感溢れるロック曲である[6][8]。
2. 生きとし生けるすべてに告ぐ [3:59]
テレビアニメ『SKET DANCE』で自身が演じているキャラクターの伊達聖士（ダンテ）のキャラクターソングであり、テレビアニメ第17話の挿入歌として使用された。
また、「KRF edit.」としてショートバージョンの楽曲が2011年9月28日に発売された『SKET DANCE』のキャラクターソングアルバム『SKET DANCE カイメイ・ロック・フェスティバル』に収録された。
3. Graffiti (instrumental)
4. 生きとし生けるすべてに告ぐ (instrumental)

### 初回限定盤DVD
1. Graffiti（PV）

## 楽曲の収録アルバム
- BEST OF THE BEST vol.1 -MILD- (#1)

### コンピレーション・アルバム
| 楽曲                       | 発売日        | タイトル                                    | 備考                                                                              |
| -------------------------- | ------------- | ------------------------------------------- | --------------------------------------------------------------------------------- |
| 生きとし生けるすべてに告ぐ | 2011年9月28日 | SKET DANCE カイメイ・ロック・フェスティバル | テレビアニメ『SKET DANCE』のキャラクターソングアルバム。「KRF edit.」として収録。 |